# Datar Ruyung
Datar Ruyung is een bestuurslaag in het regentschap Bengkulu Utara van de provincie Bengkulu, Indonesië. Datar Ruyung telt 624 inwoners (volkstelling 2010).